# Albert Reiß
Albert Reiß/Albert Reiss, (Berlin, 22 février 1870-Nice, 19 juin 1940) était un acteur et ténor allemand connu par ses performances au Bayerische Staatsoper de Munich, à la Royal Opera House de Londres ou à la Metropolitan Opera de New York plus de 1000 fois.
Il étudie le droit, mais il commence son travail comme acteur à Berlin et à Strasbourg, et sa formation en tant que chanteur lyrique avec Otto Ball, Otto Purschian ou Ludwig Stahl en débutant en 1897 avec Tsar et charpentier.

## liens externes
- Notices d'autorité :   - VIAF
  - ISNI
  - BnF (données)
  - LCCN
  - GND
  - Italie
  - Espagne
  - Belgique
  - WorldCat
- Ressources relatives à la musique :   - Bayerisches Musiker-Lexikon Online
  - Discography of American Historical Recordings
  - Grove Music Online
  - MusicBrainz
  - Operissimo